# Шабартуй (река)
Шабартуй (устар. Шибартуй, бур. Шабарта) — река в России, протекает по Иркутскому и Слюдянскому районам Иркутской области. Впадает в озеро Байкал.

## География
Река Шабартуй берёт начало на Олхинском плато. Течёт в южном направлении через сосновые и берёзовые леса. Впадает в юго-западную часть озера Байкал. Устье реки находится близ платформы Кругобайкальской железной дороги Шабартуй. Длина реки — 14 км. Основные притоки — Левый Шабартуй, Правый Шабартуй.

## Данные водного реестра
По данным государственного водного реестра России относится к Ангаро-Байкальскому бассейновому округу, водохозяйственный участок реки — Бассейны рек южной части оз.Байкал в междуречье рек Селенга и Ангара. Речной бассейн реки — бассейны малых и средних притоков южной части оз. Байкал. Код водного объекта — 16020000112116300021269.